# Poche cutanée marginale

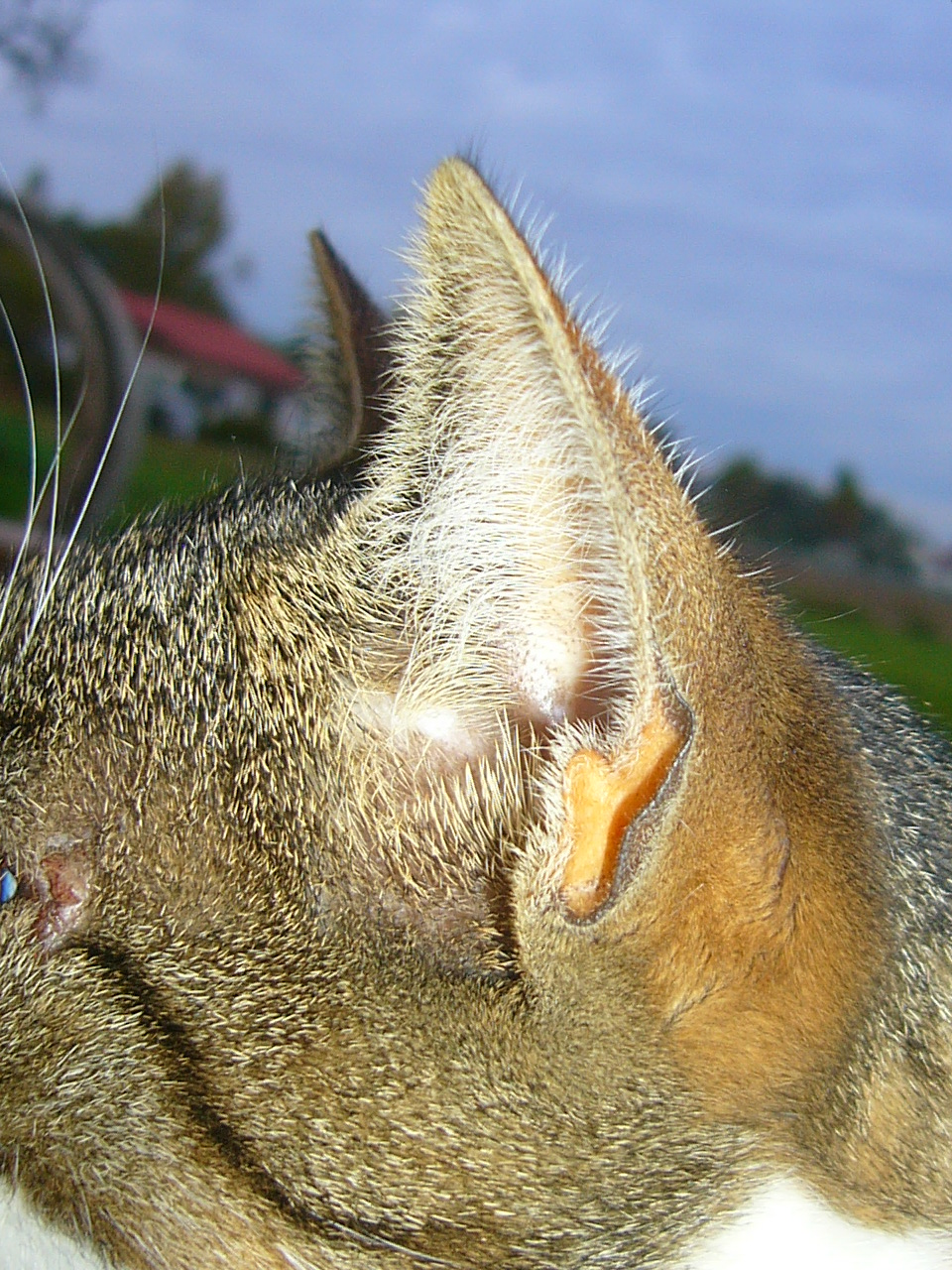
La poche cutanée marginale sur l'oreille d'un chat.

La poche cutanée marginale, ou poche de Henry, est, en anatomie animale, un pli cutané formant une poche ouverte sur la partie postérieure inférieure de l'oreille externe. Elle se produit dans un certain nombre d'espèces, mais est particulièrement visible sur le chat domestique ainsi que certaines races de chiens.
Il n'est pas connu de fonction à cette poche, mais elle pourrait aider à la détection de sons aigus lorsque l'oreille est inclinée, ce qui est commun pour un chat lors de la chasse.